# Villa Monceau
Villa Monceau är en återvändsgata i Quartier de la Plaine-de-Monceaux i Paris sjuttonde arrondissement. Gatans namn kommer av franskans ord för "liten kulle". Villa Monceau börjar vid Rue de Courcelles 156.

## Omgivningar
- Sainte-Marie des Batignolles
- Saint-Michel des Batignolles
- Impasse Boursault
- Rue Léon-Droux
- Passage Geffroy-Didelot
- Square Monceau
- Parc Monceau

## Bilder
| - Gatuskylt. - Sainte-Marie des Batignolles. - Saint-Michel des Batignolles. - Parc Monceau med rotundan. |

## Kommunikationer
- Tunnelbana – linje  – Pereire
- Tunnelbana – linje  – Courcelles
- Busshållplats Pereire – Maréchal Juin – Paris bussnät
- Busshållplats Wagram – Courcelles – Paris bussnät

### Webbkällor
- ”Villa Monceau”. Mairie de Paris. https://web.archive.org/web/20160303215606/http://www.v2asp.paris.fr/commun/v2asp/v2/nomenclature_voies/Voieactu/6348.nom.htm. Läst 6 januari 2024.
- ”Villa Monceau (17ème arrondissement)”. Les rues de Paris. https://web.archive.org/web/20160409125747/http://www.parisrues.com/rues17/paris-17-villa-monceau.html. Läst 6 januari 2024.